# Damned Nation
Damned Nation è il secondo album del gruppo musicale Sleaze/Glam metal dei Jetboy, pubblicato nel 1990 per l'etichetta discografica MCA Records.

## Tracce
1. Stomp It (Down to the Bricks)
2. Moonlight
3. Groove Tube
4. Heavy Chevy
5. Too Late
6. Evil
7. Trouble Comes
8. Bullfrog Pond
9. Ready to Rumble
10. Rock N' Roller
11. Jam

## Formazione
- Mickey Finn - voce, armonica
- Fernie Rod - chitarra acustica, elettrica, solista
- Billy Rowe - chitarra ritmica, acustica, slide
- Sam Yaffa - basso, chitarra acustica, cori
- Ron Tostenson - batteria, cori

### Altri musicisti
- Tom Werman - percussioni addizionali
- Duane Baron - cori addizionali
- John Purdell - cori addizionali